# 釧路湿原 (水森かおりの曲)
「釧路湿原」（くしろしつげん）は、2004年4月14日に発売された水森かおりの12枚目のシングル。

## 解説
女性演歌歌手としては城之内早苗の「あじさい橋」以来史上2組目のオリコン週間シングルチャート初登場TOP5入りとなった。
2年連続2回目の出場となった2004年末の『第55回NHK紅白歌合戦』において、本楽曲を歌唱した。

## 収録曲
1. 釧路湿原（4分42秒）
作詞：木下龍太郎／作曲：弦哲也／編曲：前田俊明
2. 釧路湿原（オリジナルカラオケ）
3. 釧路湿原（一般カラオケ）
4. 秋吉台（4分59秒）
作詞：木下龍太郎／作曲：弦哲也／編曲：前田俊明
5. 秋吉台（オリジナルカラオケ）
6. 秋吉台（一般カラオケ）